# Maître des Miroirs
Le Maître des Miroirs (Mirror Master en version originale) est le nom de plusieurs super-vilains de l'univers de DC Comics. Ils sont des ennemis de Flash.

## Sam Scudder
Samuel « Sam » Joseph Scudder est le premier Maître des Miroirs. Il est créé par John Broome et Carmine Infantino et apparait pour la première fois dans Flash #105 en mars 1959.
Petit truand, Sam Scudder travaille dans l'atelier de miroiterie de la prison. En manipulant des produits chimiques, il découvre par hasard le moyen de capturer et conserver temporairement les images des objets et des personnes dans un miroir. On lui ordonne de détruire ce miroir défectueux. Cependant, Sam désobéit et étudie les propriétés du miroir pendant des années, jusqu'à ce qu'il soit libéré. Il utilise alors ses connaissances pour semer la terreur à Central City et prend le nom de Maître des Miroirs. Il affrontera à plusieurs reprises Barry Allen, le 2e Flash.
Il se lie avec Captain Cold avec qui il intègre la Société des Super-Vilains. Au fil du temps, Sam découvre d'autres propriétés à ses miroirs. Dans Crisis on Infinite Earths, il est envoyé dans le passé pour empêcher la création du multivers. Il est tué par derrière par Icicle, Maaldor et Krona. Sam meurt à peu près en même temps que Barry Allen.

## Captain Boomerang
George « Digger » Harkness, le premier Captain Boomerang, utilisera quelque temps l'identité et le matériel du Maître des Miroirs, à la mort de Sam Scudder. Digger se sert de cet alter-ego pour cacher ses activités à ses collègues de la Suicide Squad.

## Evan McCulloch
Evan McCulloch endosse lui aussi le costume du Maître des Miroirs. Il apparait pour la première fois dans Animal Man #8 en février 1989, créé par Grant Morrison et Chaz Truog.
Bébé, Evan est abandonné devant la porte d'un orphelinat dirigé par Mme McCulloch. Avec l'enfant, elle ne retrouve que son prénom et une photographie de ses parents. Evan grandit sans problèmes, jusqu'au jour où Georgie, un garçon plus âgé, tente d'abuser sexuellement de lui. Mais Evan le tue en le frappant à la tête avec une pierre. À 16 ans, il quitte finalement l'orphelinat. Il prend le nom de la femme l'avait recueilli, McCulloch. Il se rend à Glasgow où il vit de petits boulots. Il bascule rapidement dans la criminalité : racket, vols avec violence et même tueur à gages. Lors d'une mission à Londres, il perd un œil. Plus tard, il exécute un magnat de l'immobilier mais découvre trop tard qu'il était son père. Pour se venger, Evan décide de tuer son commanditaire. Il veut ensuite retrouver avec sa mère. Mais cette dernière se suicide dans sa baignoire, les veines taillées. Voulant lui aussi se suicider, Evan est retrouvé le lendemain par une organisation para-gouvernementale américaine. Il est alors embaucher pour terroriser la famille d'Animal Man. On lui fournit alors l'équipement du Maître des Miroirs. Evan désobéit finalement aux ordres et aide sa cible contre ses commanditaires, avant de s'enfuir.
Evan McCulloch utilise encore mieux l'équipement que son prédécesseur Sam Scudder. Il refuse de le restituer et piège même dans des miroirs trois agents du FBI venus le chercher. À Keystone City, il affronte Wally West, le 3e Flash. Il intègre les Lascars, jusqu'à la dissolution du groupe, puis le gang d'Injustice. Comme quatre autres ennemis de Flash, il accepte l'offre d'Abra Kadabra et vend son âme à Néron pour devenir plus puissant. Cela le tuera. Wally West force finalement le démon à le ramener à la vie. Marqué par cette expérience, il rejoignit le gang de Captain Cold où son addiction à la cocaïne l’affaiblit fortement. La mort de Captain Boomerang semble toutefois l'avoir incité à décrocher.
Evan rejoint ensuite la Société Secrète des Super-Vilains aux côtés de Cold, Captain Boomerang II et Chain Lightning. Il est vaincu par Katana mais son équipe le laisse partir.
Lors d’Infinite Crisis, il est présent au cœur de la bataille de Metropolis. Le Martian Manhunter le bat facilement lui et Captain Cold.
Dans One Year Later, Evan est l'un des cinq Lascars recrutés par Inertia pour réaliser un projet fou : arrêter le temps. Ils veulent absorber la Force Véloce. Cela affaiblit fortement le 4e Flash, Bart Allen, battu à mort par les Lascars. Evan McCullouch est recruté par la Suicide Squad et engage Javelin pour tuer Amanda Waller. Javelin est tué lors de sa tentative.
Dans Final Crisis, il intègre, avec la plupart des autres Lascars, la Société Secrète des Super-Vilains] de Libra. Evan la quittera rapidement avec ses camarades, car ils n’approuvent pas les plans de conquête de l'émissaire de Darkseid. Ils retournent alors à Keystone City pour se venger d'Inertia, qui n'a pas respecter la règle numéro un des Lascars : ne jamais tuer un bolide. Cold accepte que le 2e Trickster les rejoigne.

## Pouvoirs, capacités et équipements
Les différents Maîtres des Miroirs n'ont pas de pouvoirs et possèdent un équipement particulier, :
- un pistolet-miroir projetant une lumière sur différentes fréquences
- un miroir dorsal qui capte la lumière solaire et permet de voler
- d'autres miroirs qui créent des hologrammes solides, qui hypnotisent les gens, qui transforment la matière en verre
- des miroirs qui ouvrent une dimension-miroir où il peut aussi emprisonner ses adversaires et où il peut se téléporter dans d'autres lieux ou d'autres temps

Evan McCulloch est en plus un tireur d'élite et un très bon combattant au corps à corps.

## Apparitions dans d'autres médias

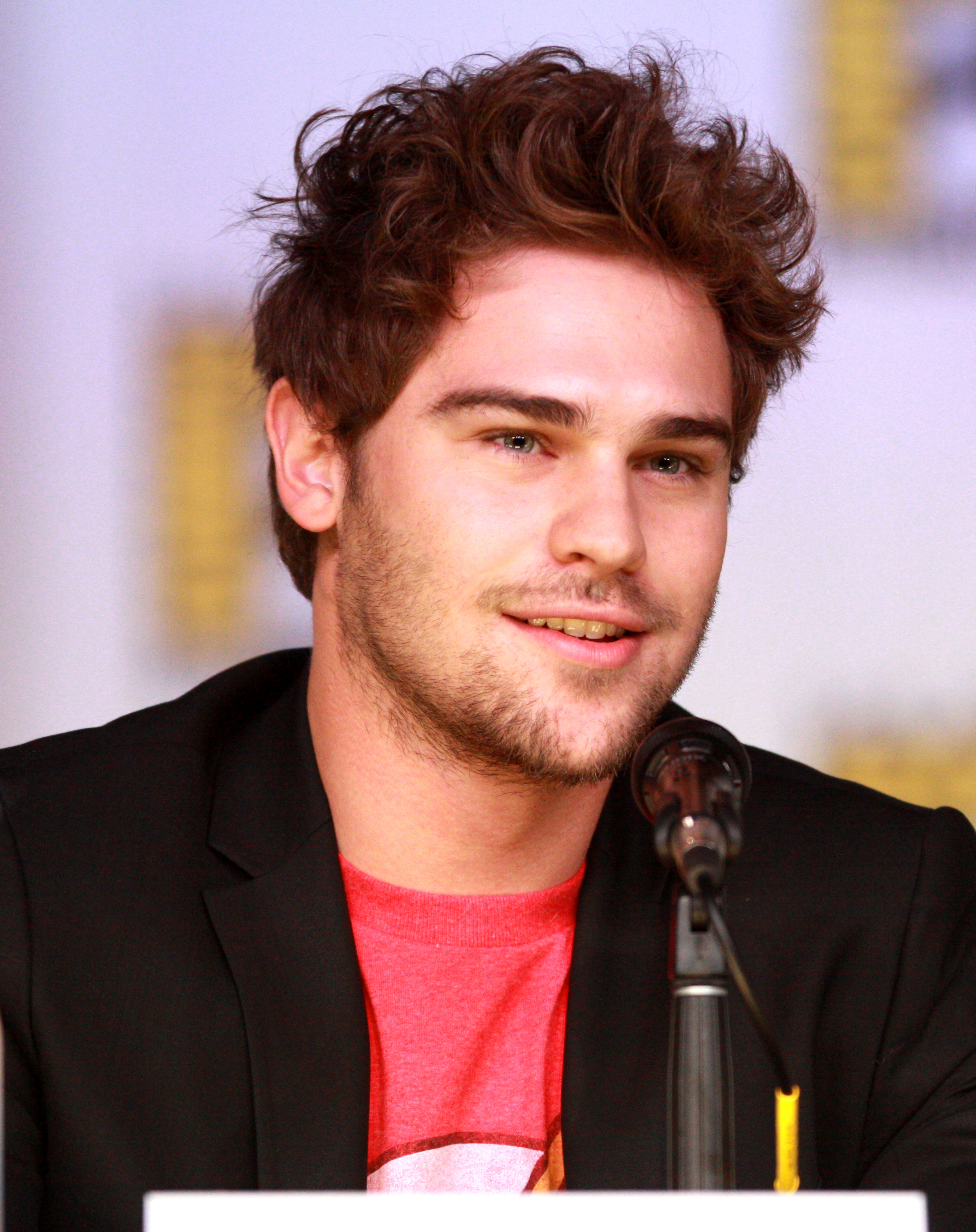
Grey Damon incarne Sam Scudder / Le Maître des Miroirs dans la série Flash.

Sauf indication contraire, les informations mentionnées dans cette section peuvent être confirmées par la base de données cinématographiques IMDb,  présente dans la section « Liens externes ».

### Télévision
En 1984, le personnage apparait dans l'épisode Reflections in Crime de la série d'animation Super Friends: The Legendary Super Powers Show.
En 1991, David Cassidy interprète Sam Scudder dans l'épisode Le Maître des miroirs (Done with Mirrors) de Flash. Il utilise des hologrammes pour commettre des braquages.
Le personnage apparait brièvement dans un épisode de la série d'animation La Ligue des justiciers. Dans une publicité pour les barres de céréales Lightspeed, un acteur joue le rôle du Maître des Miroirs et affronte Flash, qui doit prouver l'efficacité du produit.
Dans La Nouvelle Ligue des Justiciers, il est présent en 2006 dans l'épisode Flash and Substance doublé en anglais par Alexis Denisof. Dans un bar, Captain Cold, Captain Boomerang et Trickster dépriment en repensant à leurs échecs respectifs face notamment à Flash. Le Maître des Miroirs décide alors de créer une équipe pour éliminer le super-héros.
En 2008, il apparait dans un épisode de The Batman, doublé par John Larroquette. Il y est présenté comme le Dr. Sam Scudder, un brillant physicien en optique mais complètement fou.
En 2011, Tom Kenny lui prête sa voix dans un épisode de Batman : L'Alliance des héros. Il semble être plus proche de la version d'Evan McCulloch.
Interprété par Grey Damon dans le Arrowverse
- 2016 : Flash saison 3 (série télévisée) –  Sam Scudder est le Maître des Miroirs de Terre-I. On apprend également que Evan McCulloch est le Maître des Miroirs de Terre-II.

Interprété par Efrat Dor dans le Arrowverse
- 2019 : Flash saison 6 (série télévisée) – Une version alternative et féminine de Evan McCulloch, nommé Eva McCulloch, apparait en tant que personnage récurrent dans la sixième saison.

### Films
Animations
- 2012 : La Ligue des justiciers : Échec (VF : Jérôme Pauwels ; VO : Alexis Denisof)
- 2013 : La Ligue des justiciers : Le Paradoxe Flashpoint
- 2021 : Injustice

### Jeux vidéo
Le personnage est présent dans DC Universe Online (2011) et est jouable dans Lego DC Super-Vilains (2018).